# Академика (Коимбра)
Асосиасао Академика де Коимбра – Органисмо Аутономо де Футебол (на португалски: Associação Académica de Coimbra - Organismo Autónomo de Futebol), по-популярен като Академика Коимбра, е футболен отбор от град Коимбра, Португалия.
Отборът е създаден от студентски съюз на Университета в Коимбра през 1876 г., което го прави един от най-старите спортни институции в Португалия.
Клубът има 4-ти по брой привърженици и почитатели след „Големите Три“ (Бенфика, „Спортинг“ и „Порто“). Той е спортен клуб, емоционално и исторически свързан с университетския живот – така през поколения много студенти, дори такива, родени в други региони на страната, стават привърженици на отбора.

## Успехи
- Купа на Португалия: 2
  - 1938–39, 2011–12, Финалисти 1950–51, 1966–67, 1968–69
- Втора лига: 2
  - 1948–49, 1972–73
- Португал Чемпиъншип:
  - Финалист 1922–23
- Суперкупа на Португалия:
  - Финалист 2012

## Известни футболисти
- Артур Жорже
- Тони
- Димаш Тейшейра
- Витор Панейра
- Зе Кастро
- Фелипе Тейшейра
- Серджо Консейсао
- Тозе Мареко
- Руй Мигел
- Хосе Гарсес
- Уилям Куабена Тиеро

## Български футболисти
- Емил Маринов: 1989/90 - (19 мача - 6 гола)
- Христо Марашлиев: 1992/93 - (16 мача - 3 гола)
- Крум Бибишков: 2010 - (1 мача - 0 гола)

## Бивши треньори
- Артур Жорже
- Андре Вилаш-Боаш